# آيت حرز الله
آيت حرز الله هي قرية مغربية وسط البلاد.تقع آيت حرز الله جنوبي مكناس. تنتمي آيت حرز الله لإقليم الحاجب، وتضم 13.310 نسمة (حسب الإحصاء الرسمي 2004).

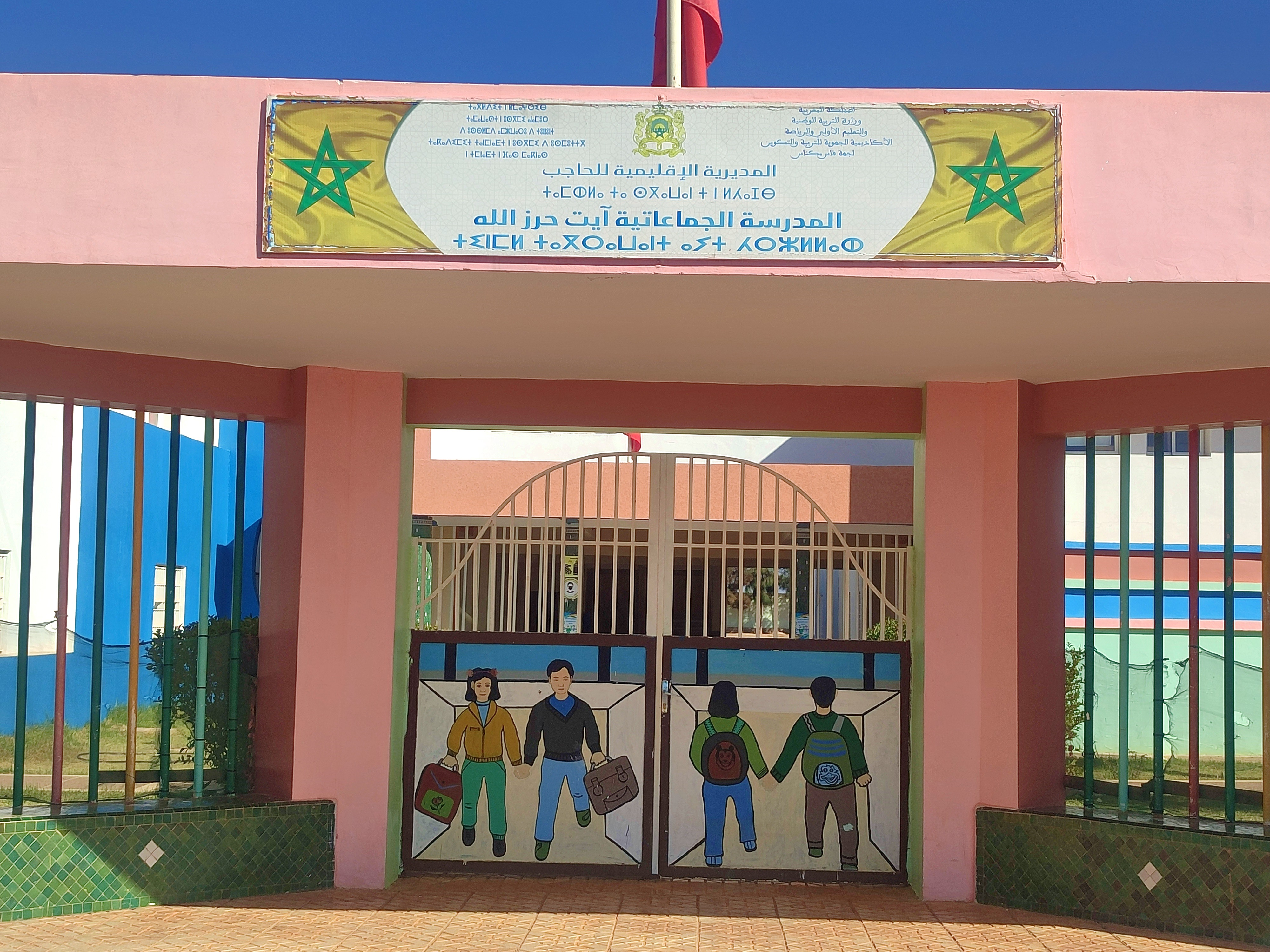
المدرسة الجماعاتية ايت حرز الله

تضم أيت حرز الله مدرسة نموذجية تسمى المدرسة الجماعاتية أيت حرز الله